# Université d'ingénierie et de technologie de Dhaka
L'université d'ingénierie et de technologie de Dhaka, Gazipur (en bengali : ঢাকা প্রকৌশল ও প্রযুক্তি বিশ্ববিদ্যালয়, গাজীপুর), communément appelée DUET et anciennement BIT Dhaka, est une université publique dédiée à l'ingénierie et à la recherche technologique, située à Gazipur, au Bangladesh. Elle se concentre principalement sur les études en ingénierie et en architecture.
C'est l'une des meilleures universités de recherche au Bangladesh[réf. nécessaire], délivrant notamment des doctorats prestigieux. L'université recrute principalement des candidats ingénieurs diplômés des instituts polytechniques ou des écoles techniques affiliées au Bangladesh Technical Education Board pour les inscriptions au niveau de premier cycle.
La majorité des 14 départements existants, répartis en 4 facultés, offrent des diplômes de premier et de deuxième cycle, ainsi que des programmes de doctorat (PhD - doctorat en philosophie). En plus des facultés, l'université abrite trois instituts qui se concentrent sur la recherche et proposent des diplômes de troisième cycle.
Lors du test d'admission au premier cycle, seuls les 5 % des meilleurs étudiants, parmi environ 14 000 candidats sélectionnés, sont admis. L'université compte environ 300 enseignants ou plus. Seules les personnes titulaires d’un diplôme d’ingénieur peuvent s’inscrire ici pour obtenir un baccalauréat en ingénierie ou en architecture.

## Histoire
L'université a été créée en 1980 en tant que Collège d'ingénierie sur son campus temporaire à Tejgaon, Dhaka sous l'égide de l'université de Dacca, offrant un baccalauréat de quatre ans en génie civil, électrique et électronique et mécanique. Peu de temps après, le Collège d'ingénierie a été rebaptisé Dhaka Engineering College (DEC) . Le DEC a ensuite déménagé vers son campus permanent actuel à Gazipur en 1983,.

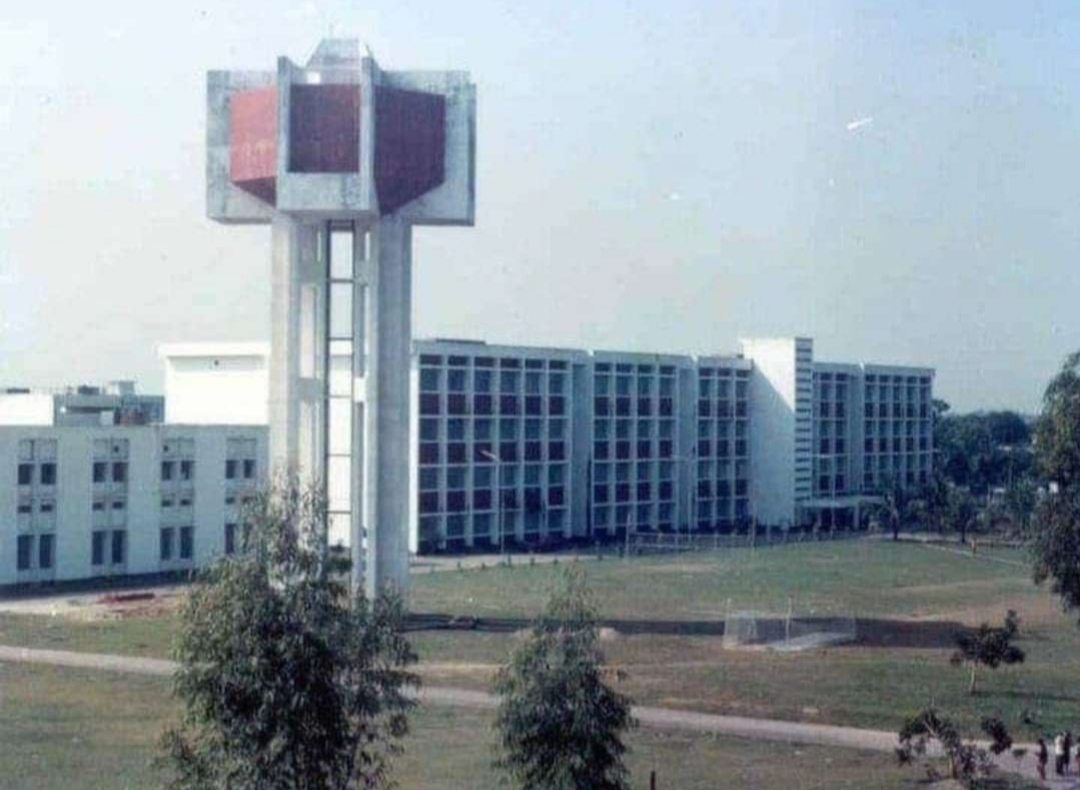
BIT, Dacca (1986)

Le DEC a été transformé en Institut de technologie du Bangladesh (BIT) de Dhaka en tant qu'institut délivrant des diplômes, par une ordonnance gouvernementale en 1986.
En septembre 2003, la BIT de Dhaka est devenue l'Université d'ingénierie et de technologie de Dhaka, Gazipur par la « Loi de 2003 sur l'Université d'ingénierie et de technologie de Dhaka, Gazipur » avec trois autres universités d'ingénierie (Université d'ingénierie et de technologie de Chittagong (CUET), Université d'ingénierie et de technologie de Khulna (KUET) et Université d'ingénierie et de technologie de Rajshahi (RUET) ). En vertu de cette loi, l’université est devenue une organisation statutaire autonome du gouvernement de la République populaire du Bangladesh .

## Emplacement
L'Université d'ingénierie et de technologie de Dhaka (DUET) est située dans le district de Gazipur, à environ 40 km (25 mi) au nord de Dhaka, la capitale du Bangladesh . Il s'agit d'environ 20 km (12 mi) de l'aéroport international Hazrat Shahjalal. Gazipur est bien relié par les routes et les chemins de fer à Dhaka et à d'autres grandes villes du Bangladesh.

### Nombre de places
Le nombre de places pour les programmes de licence de 4 ans en ingénierie et de licence de 5 ans en architecture est indiqué ci-dessous :
| En série | Département                                         | Sièges |
| -------- | --------------------------------------------------- | ------ |
| 1.       | Génie chimique (ChE)                                | 20     |
| 2.       | Ingénierie alimentaire (FE)                         | 20     |
| 3.       | Ingénierie électrique et électronique (EEE)         | 120    |
| 4.       | Génie civil (CE)                                    | 120    |
| 5.       | Informatique et ingénierie (CSE)                    | 120    |
| 6.       | Ingénierie textile (TE)                             | 120    |
| 7.       | Ingénierie mécanique (ME)                           | 120    |
| 8.       | Ingénierie industrielle et de production (IPE)      | 30     |
| 9.       | Ingénierie des matériaux et de la métallurgie (MME) | 30     |
| 10.      | Architecture (ARCH)                                 | 30     |
|          | Total                                               | 730    |

## La vie étudiante

### Résidences universitaires
| Nom de la salle                            | Prévôt actuel     | Capacité           |
| Salle Dr Fazlur Rahman Khan (FR Khan Hall) | M. Anowar Hossain | 130                |
| Dr.Muhammad Qudrat-E-Khuda HALL (QK HALL)  | M. Arifur Rahman  | 140                |
| Salle Shaheed Muktijoddha (Salle SM)       | SM Mahfuz Alam    | 120                |
| Salle Kazi Nazrul Islam (Salle KNI)        | M. Sahab Uddin    | 400 avec extension |
| Salle Shaheed Tajuddin Ahmad (salle STA)   | Utpal Kumar Das   | 650                |
| Salle Madame Curie (Salle MC)              | Ummey Rayhan      | 300 avec extension |